# Thomasomys andersoni
Thomasomys andersoni — вид гризунів з родини Хом'якові (Cricetidae). Вид названий на честь американського біолога Сіднея Андерсон (англ. Sydney Anderson), за його великий внесок у знання про ссавців Болівії. Вид генетично найбільш тісно пов'язаний з Thomasomys oreas.

## Опис
Середніх розмірів вид з довгим, м'яким, густим хутром. Існує чітка межа між оливково-коричневим верхом і жовто-коричневим низом тіла. Задні ноги короткі та широкі. Коричневий хвіст, вкритий короткою густою шерстю, приблизно такої довжини, як тіло. Каріотип: 2n=44, FNa=42.
Загальна довжина двох зразків становить відповідно 230 і 238 мм, довжина хвоста 122 і 128 мм, голова й тіло довжиною 108 і 110 мм, задні ступні довжиною 22 і 26 мм, довжина вух 20 і 21 мм, вага 35 і 38 гр.

## Проживання
Вид знайдений в Болівії, де тварина відома тільки з одного місця в департаменті Кочабамба. Вид відомий тільки з двох зразків, які схоплені на дереві в дуже вологих гірських лісах.

## Звички
Принаймні, частково деревний вид.